# Garrancho
Garrancho es una vereda colombiana ubicada en jurisdicción del municipio de San Luis de Palenque, en el departamento de Casanare. Tiene una extensión de 2658.12 ha Su territorio es bañado por el río Pauto. A nivel municipal, se destaca en la producción de plátano, arroz y maíz.

## Actualidad
Garrancho se ha hecho célebre por la reciente aparición de dos casos de rabia humana en su jurisdicción, uno de los cuales desembocó en la muerte de la persona, infectada por medio de la mordedura de un murciélago hematófago.